# GData
GData es el acrónimo de Google Data APIs. Ha sido desarrollado por Google y consiste en un nuevo formato de sindicación basado en dos protocolos: El RSS 2.0 y el Atom 1.0 junto a un protocolo de publicación basado en el ya existente en Atom. Mediante GData se pueden publicar comentarios con RSS o añadir más información al artículo o noticia sindicada. GData no solo se trata de sindicación sino que más bien de un nuevo protocolo que ofrece otras tantas características para procesar peticiones y distintas consultas. Estas consultas pueden ser adaptadas a las necesidades del cliente para recibir información específica. 
La mayoría de APIs han sido retiradas y se han reemplazado por otras que no utilizan este protocolo.
GData proporciona herramientas para la creación de aplicaciones basadas en las de Google como lo que está ocurriendo con la API de Google Maps. Entre las primeras APIs de Google creadas a partir de GData se encontraba la aplicación de Google Calendar a través de la cual se podían programar utilidades para lectura de datos de eventos, actualización de procedimientos estándares que interactúe con los feed que proporciona.

## Funcionamiento
GData está construido como una combinación de tecnologías básicas: HTTP y modelos de sindicación (RSS y Atom). Así si se quiere adquirir información sobre algún servicio que soporta GData el cliente envía una petición y se retorna el servicio en un formato RSS o Atom.
Asimismo para actualizar datos se envía una petición a través del protocolo de publicación. Todo ello mediante la implementación de APIs que trabajan independientemente del contexto del navegador web.